# Ашаґи-Гюздак
```

```

Ашаґи́-Гюзда́к (Ашаги-Гюздек, Нижній Гюздак; азерб. Aşağı Güzdək) — селище на сході Азербайджану, розташоване на північний захід від столиці держави Баку, підпорядковане Абшеронському району.

## Географія
Селище розташоване на Апшеронському півострові, між Джейранбатанським водосховищем на сході та озера Кайкусу і Ташагил на заході.

## Населення
На 2011 рік населення збільшилось до 3,9 тисяч осіб.

## Відомі люди
В селищі проживали:
- Валентин Женевський — відомий радянський камерний та  естрадний співак (баритон), композитор і педагог. «Заслужений діяч естрадного мистецтва України».[2];
- Алім Гасимов — відомий азербайджанський співак ханенде, актор[3].

## Господарство
Селище розташоване обабіч автодороги Баку-Шемаха. Саме ж селище є залізничним вузлом, від якого відходять лінії на Баку, Сумгаїт та південь країни, — станції Гюздек та Тапа.